# Udinese Calcio 2011-2012
Questa voce raccoglie le informazioni riguardanti l'Udinese Calcio nelle competizioni ufficiali della stagione 2011-2012.

## Stagione
L'Udinese partecipa per la seconda volta nella sua storia ai preliminari di Champions League, venendo eliminato dall'Arsenal. In campionato, i friulani - a differenza dell'anno precedente - partono a passo spedito contendendo alla Juventus la vetta della classifica. In ottobre viene conquistato pure il temporaneo primato, assente da ben 11 anni. Lo spazio del comando dura una sola giornata, poiché i bianconeri di Torino ritornano subito al primo posto. Fino a dicembre, l'Udinese ottiene solo vittorie in casa (7 in altrettante partite). Dopo aver superato il girone di Europa League (nel quale erano stati ammessi per via dell'eliminazione in Champions), i friulani conoscono il primo stop casalingo: un pari senza gol con la Juventus, nel recupero della prima giornata. Il girone di andata si chiude con il terzo posto, a 3 punti dai piemontesi che diventano 5 dopo lo scontro diretto di fine gennaio.. In Europa, la squadra di Guidolin accede agli ottavi di finale battendo il PAOK Salonicco ma viene eliminata dall'AZ Alkmaar. Sul fronte nazionale, i bianconeri accusano un calo primaverile che rischia di compromettere la qualificazione alla Champions. La terza piazza venne però riconquistata nel finale e difesa sino all'ultima giornata, ottenendo la seconda partecipazione di fila alla Champions League.

## Divise e sponsor
Lo sponsor tecnico è Legea per la seconda stagione consecutiva. Mentre per la quarta stagione consecutiva lo sponsor ufficiale è Dacia. "Tipicamente Friulano" e "Lumberjack" sono altri due sponsor presenti nella divisa dell'Udinese.
| Casa | Trasferta | Terza divisa |

## Organigramma societario
Area direttiva:
- Presidente: Franco Soldati
- Presidente onorario: Giampaolo Pozzo
- Direttore Sportivo: Fabrizio Larini

Area marketing:
- Ufficio marketing: HS01 srl

Area tecnica:
- Allenatore: Francesco Guidolin
- Allenatore in seconda: Diego Bortoluzzi
- Preparatore atletico: Claudio Bordon, Paolo Artico, Adelio Diamante
- Preparatore dei portieri: Lorenzo Di Iorio

Area sanitaria:
- Responsabile sanitario: Claudio Rigo
- Medici sociali: Fabio Tenore, Riccardo Zero
- Fisioterapisti: Marco Patat, Nicola D'Orlandi, Michele Turloni, Alberto Bertolo, Mauro Favret
- Podologo: Francisco Arana Guzman

## Rosa
Rosa aggiornata al 31 gennaio 2012.
| N. |                      | Ruolo | Calciatore                       |
| -- | -------------------- | ----- | -------------------------------- |
| 1  | Slovenia (bandiera)  | P     | Samir Handanovič                 |
| 2  | Uruguay (bandiera)   | C     | Juan Surraco                     |
| 3  | Cile (bandiera)      | C     | Mauricio Isla                    |
| 4  | Italia (bandiera)    | C     | Michele Pazienza                 |
| 5  | Brasile (bandiera)   | D     | Danilo                           |
| 6  | Italia (bandiera)    | P     | Emanuele Belardi                 |
| 6  | Svizzera (bandiera)  | C     | Gelson Fernandes                 |
| 7  | Ghana (bandiera)     | C     | Emmanuel Agyemang-Badu           |
| 8  | Serbia (bandiera)    | D     | Dušan Basta                      |
| 9  | Brasile (bandiera)   | A     | Paulo Vitor Barreto              |
| 10 | Italia (bandiera)    | A     | Antonio Di Natale (capitano)     |
| 11 | Italia (bandiera)    | D     | Maurizio Domizzi (vice capitano) |
| 12 | Slovenia (bandiera)  | P     | Jan Koprivec                     |
| 13 | Brasile (bandiera)   | D     | Neuton                           |
| 14 | Italia (bandiera)    | D     | Daniel Bello                     |
| 15 | Grecia (bandiera)    | D     | Vasileios Karagkounīs            |
| 16 | Italia (bandiera)    | D     | Andrea Coda                      |
| 17 | Marocco (bandiera)   | D     | Mehdi Benatia                    |
| 18 | Italia (bandiera)    | C     | Cristian Battocchio              |
| 19 | Argentina (bandiera) | A     | Germán Denis                     |
| 20 | Ghana (bandiera)     | C     | Kwadwo Asamoah                   |
| 21 | Italia (bandiera)    | P     | Daniele Padelli                  |
| 22 | Francia (bandiera)   | C     | Abdoul Sissoko                   |

| N. |                           | Ruolo | Calciatore           |
| -- | ------------------------- | ----- | -------------------- |
| 23 | Svizzera (bandiera)       | C     | Almen Abdi           |
| 24 | Svezia (bandiera)         | D     | Joel Ekstrand        |
| 25 | Romania (bandiera)        | A     | Gabriel Torje        |
| 26 | Italia (bandiera)         | D     | Giovanni Pasquale    |
| 27 | Colombia (bandiera)       | C     | Pablo Armero         |
| 28 | Venezuela (bandiera)      | P     | Rafael Romo          |
| 30 | Costa d'Avorio (bandiera) | C     | Thierry Doubaï       |
| 31 | Italia (bandiera)         | A     | Diego Fabbrini       |
| 32 | Italia (bandiera)         | D     | Damiano Ferronetti   |
| 33 | Italia (bandiera)         | D     | Massimo Gotti        |
| 37 | Argentina (bandiera)      | C     | Roberto Pereyra      |
| 39 | Francia (bandiera)        | D     | Jean-Alain Fanchone  |
| 41 | Italia (bandiera)         | D     | Simone Sbardella     |
| 42 | Italia (bandiera)         | C     | Mattia Bedin         |
| 43 | Italia (bandiera)         | A     | Davide Marsura       |
| 45 | Italia (bandiera)         | D     | Simone Deana         |
| 46 | Italia (bandiera)         | C     | Gianluca Migliorini  |
| 48 | Italia (bandiera)         | C     | Luca Baldassin       |
| 49 | Italia (bandiera)         | D     | Luca Corrado         |
| 50 | Italia (bandiera)         | C     | Marco Piscopo        |
| 66 | Italia (bandiera)         | C     | Giampiero Pinzi      |
| 83 | Italia (bandiera)         | A     | Antonio Floro Flores |
| 92 | Rep. Ceca (bandiera)      | A     | Matěj Vydra          |

## Calciomercato

### Sessione estiva(dal 1/07 al 31/08)
| Acquisti | Acquisti             | Acquisti        | Acquisti                   |
| R.       | Nome                 | da              | Modalità                   |
| -------- | -------------------- | --------------- | -------------------------- |
| P        | Željko Brkić         | Vojvodina       | definitivo                 |
| P        | Daniele Padelli      | Sampdoria       | prestito                   |
| D        | Danilo Larangeira    | Palmeiras       | definitivo                 |
| D        | Jonathan Mensah      | Granada         | fine prestito              |
| D        | Daniele Mori         | Empoli          | comproprietà               |
| D        | Neuton               | Grêmio          | definitivo                 |
| C        | Gaetano D'Agostino   | Fiorentina      | riscatto comproprietà      |
| C        | Thierry Doubaï       | Young Boys      | definitivo                 |
| C        | Andrea Mazzarani     | Modena          | fine prestito              |
| C        | Miguel Medina        | Sport Colombia  | definitivo                 |
| C        | Roberto Pereyra      | River Plate     | definitivo                 |
| C        | Jaime Romero         | Bari            | fine prestito              |
| C        | Abdoul Sissoko       | Troyes          | definitivo                 |
| C        | Piotr Zieliński      | Zagłębie Lubin  | definitivo (0,1 milioni €) |
| C        | Niki Zimling         | N.E.C.          | fine prestito              |
| A        | Paulo Vitor Barreto  | Bari            | riscatto comproprietà      |
| A        | Germán Denis         | Napoli          | riscatto comproprietà      |
| A        | Diego Fabbrini       | Empoli          | definitivo                 |
| A        | Antonio Floro Flores | Genoa           | fine prestito              |
| A        | Fernando Forestieri  | Genoa           | definitivo                 |
| A        | Federico Laurito     | Empoli          | fine prestito              |
| A        | Luis Muriel          | Granada         | fine prestito              |
| A        | Fabián Orellana      | Granada         | fine prestito              |
| A        | Gabriel Torje        | Dinamo Bucarest | definitivo                 |

| Cessioni | Cessioni                 | Cessioni     | Cessioni                          |
| R.       | Nome                     | a            | Modalità                          |
| -------- | ------------------------ | ------------ | --------------------------------- |
| P        | Željko Brkić             | Siena        | prestito                          |
| P        | Alin Bucuroiu            | Alessandria  | prestito                          |
| P        | Jan Koprivec             | Bari         | prestito                          |
| P        | Zdeněk Zlámal            | Bari         | Comproprietà                      |
| D        | Gabriele Angella         | Siena        | prestito                          |
| D        | Francesco Bossa          | Grosseto     | prestito                          |
| D        | Juan Cuadrado            | Lecce        | prestito                          |
| D        | Giovanni Formiconi       | Grosseto     | definitivo                        |
| D        | Luca Giacomelli          | Venezia      | prestito                          |
| D        | Massimo Gotti            | Ternana      | comproprietà                      |
| D        | Jefferson                | Modena       | prestito                          |
| D        | Salvatore Masiello       | Bari         | risoluzione comproprietà          |
| D        | Antonio Marino           | Reggina      | comproprietà                      |
| D        | Jonathan Mensah          | Thonon Evian | definitivo                        |
| D        | Marco Motta              | Juventus     | riscatto prestito (3,75 mln €)    |
| D        | Cristián Zapata          | Villarreal   | definitivo                        |
| C        | Antonio Candreva         | Cesena       | prestito                          |
| C        | Gaetano D'Agostino       | Siena        | comproprietà                      |
| C        | Gökhan Inler             | Napoli       | definitivo                        |
| C        | Kelvin Matute            | Crotone      | risoluzione comproprietà          |
| C        | Andrea Mazzarani         | Novara       | prestito                          |
| C        | Christian Obodo          | Lecce        | prestito                          |
| C        | Girolamo Provenzano      | Matera       | risoluzione comproprietà          |
| C        | Jaime Romero             | Granada      | prestito                          |
| C        | Vittorio Salustri        | Venezia      | prestito                          |
| C        | Mohamadou Sissoko        | Kilmarnock   | prestito                          |
| C        | Juan Surraco             | Torino       | prestito                          |
| C        | Fabrizio Zilli           | Pordenone    | prestito                          |
| C        | Niki Zimling             | Club Bruges  | definitivo                        |
| A        | Alemao                   | L.R. Vicenza | riscatto comproprietà             |
| A        | Steve Leo Beleck         | AEK Atene    | prestito                          |
| A        | Daniel González Benítez  | Granada      | prestito                          |
| A        | Bernardo Corradi         |              | svincolato                        |
| A        | Germán Denis             | Atalanta     | prestito                          |
| A        | Fabinho                  | Modena       | prestito                          |
| A        | Fernando Forestieri      | Bari         | prestito                          |
| A        | Federico Gerardi         | Grosseto     | prestito                          |
| A        | Odion Ighalo             | Granada      | prestito                          |
| A        | Simone Pepe              | Juventus     | riscatto prestito (7,5 milioni €) |
| A        | Alexis Sánchez           | Barcellona   | definitivo (26 milioni €)         |
| A        | Ferdinando Sforzini      | Grosseto     | riscatto comproprietà             |
| A        | Ernesto Torregrossa      | Verona       | riscatto comproprietà             |
| A        | Matěj Vydra              | Club Bruges  | prestito                          |
| A        | Luz Santos Wellington    | Pisa         | riscatto comproprietà             |
| A        | Lo Youssu                | L.R. Vicenza | definitivo                        |
| A        | Rodriguez Ricardo Villar | Triestina    | risoluzione comproprietà          |

### Trasferimenti tra le due sessioni di mercato
| Acquisti | Acquisti | Acquisti | Acquisti |
| R.       | Nome     | da       | Modalità |
| -------- | -------- | -------- | -------- |

| Cessioni | Cessioni         | Cessioni | Cessioni   |
| R.       | Nome             | a        | Modalità   |
| -------- | ---------------- | -------- | ---------- |
| P        | Emanuele Belardi |          | svincolato |

### Sessione invernale(dal 3/1/12 al 31/1/12)
| Acquisti | Acquisti            | Acquisti      | Acquisti      |
| R.       | Nome                | da            | Modalità      |
| -------- | ------------------- | ------------- | ------------- |
| D        | Jean-Alain Fanchone | svincolato    | definitivo    |
| C        | Gelson Fernandes    | Saint-Étienne | prestito      |
| C        | Michele Pazienza    | Juventus      | prestito      |
| A        | Matěj Vydra         | Club Bruges   | fine prestito |

| Cessioni | Cessioni           | Cessioni | Cessioni |
| R.       | Nome               | a        | Modalità |
| -------- | ------------------ | -------- | -------- |
| C        | Thierry Doubaï     | Sochaux  | prestito |
| C        | Piermario Morosini | Livorno  | prestito |
| C        | Abdoul Sissoko     | Brest    | prestito |

## Risultati

### Serie A

#### Girone di andata
| Udine 21 dicembre 2011, ore 18:00 CET 1ª giornata | Udinese             | 0 – 0 referto | Juventus | Stadio Friuli (28.588 spett.)\| Arbitro: \| Tagliavento (Terni) \| |
| Arbitro:                                          | Tagliavento (Terni) |               |          |                                                                    |

| Arbitro: | Damato (Barletta) |

|  |           |                        |
|  | Marcatori | 2’ Basta 16’ Di Natale |

| Arbitro: | Romeo (Verona) |

|                              |           |  |
| Di Natale 8’ (rig.) Isla 29’ | Marcatori |  |

| Arbitro: | Banti (Livorno) |

|                 |           |               |
| El Shaarawy 63’ | Marcatori | 29’ Di Natale |

| Cagliari 25 settembre 2011, ore 15:00 CEST 5ª giornata | Cagliari            | 0 – 0 referto | Udinese | Stadio Sant'Elia\| Arbitro: \| De Marco (Chiavari) \| |
| Arbitro:                                               | De Marco (Chiavari) |               |         |                                                       |

| Arbitro: | Peruzzo (Schio) |

|                                  |           |  |
| Benatia 29’ Di Natale 72’ (rig.) | Marcatori |  |

| Bergamo 16 ottobre 2011, ore 15:00 CEST 7ª giornata | Atalanta            | 0 – 0 referto | Udinese | Stadio Atleti Azzurri d'Italia (14.444 spett.)\| Arbitro: \| Gervasoni (Mantova) \| |
| Arbitro:                                            | Gervasoni (Mantova) |               |         |                                                                                     |

| Arbitro: | Guida (Torre Annunziata) |

|                                |           |  |
| Di Natale 33’, 49’ Domizzi 39’ | Marcatori |  |

| Arbitro: | De Marco (Chiavari) |

|                        |           |  |
| Lavezzi 20’ Maggio 44’ | Marcatori |  |

| Arbitro: | Giannoccaro (Lecce) |

|               |           |  |
| Di Natale 38’ | Marcatori |  |

| Arbitro: | Russo (Nola) |

|                        |           |             |
| Basta 1’ Di Natale 64’ | Marcatori | 76’ Bolzoni |

| Arbitro: | Romeo (Verona) |

|                                  |           |  |
| Biabiany 58’ Giovinco 76’ (rig.) | Marcatori |  |

| Arbitro: | Banti (Livorno) |

|                        |           |  |
| Di Natale 80’ Isla 89’ | Marcatori |  |

| Arbitro: | Gervasoni (Mantova) |

|  |           |          |
|  | Marcatori | 73’ Isla |

| Arbitro: | Valeri (Roma) |

|                         |           |              |
| Di Natale 67’ Basta 79’ | Marcatori | 83’ Paloschi |

| Arbitro: | Mazzoleni (Bergamo) |

|                                 |           |                            |
| Lulić 43’ Ferronetti 51’ (aut.) | Marcatori | 27’ Floro Flores 73’ Pinzi |

| Arbitro: | Gava (Conegliano) |

|                                         |           |          |
| Di Natale 1’, 82’ Asamoah 54’ Basta 75’ | Marcatori | 38’ Éder |

| Arbitro: | Doveri (Roma) |

|                                        |           |                                     |
| Granqvist 49’ Janković 50’ Palacio 71’ | Marcatori | 14’ Ferronetti 75’ (rig.) Di Natale |

| Arbitro: | Ostinelli (Como) |

|                               |           |                   |
| Izco 20’ (aut.) Di Natale 53’ | Marcatori | 90+5’ (rig.) Lodi |

#### Girone di ritorno
| Arbitro: | Valeri (Roma) |

|                |           |                  |
| Matri 42’, 62’ | Marcatori | 55’ Floro Flores |

| Arbitro: | Doveri (Roma) |

|                           |           |                |
| Pazienza 2’ Di Natale 36’ | Marcatori | 26’ Di Michele |

| Arbitro: | Mazzoleni (Bergamo) |

|                                            |           |                         |
| Jovetić 39’ (rig.), 84’ (rig.) Cassani 56’ | Marcatori | 14’ Di Natale 89’ Torje |

| Arbitro: | Bergonzi (Genova) |

|               |           |                                |
| Di Natale 19’ | Marcatori | 77’ Maxi López 85’ El Shaarawy |

| Udine 19 febbraio 2012, ore 20:45 CET 24ª giornata | Udinese     | 0 – 0 referto | Cagliari | Stadio Friuli (16.047 spett.)\| Arbitro: \| Celi (Bari) \| |
| Arbitro:                                           | Celi (Bari) |               |          |                                                            |

| Arbitro: | Mazzoleni (Bergamo) |

|          |           |                                                 |
| Kone 81’ | Marcatori | 38’ (rig.) Di Natale 56’ Basta 84’ Floro Flores |

| Udine 4 marzo 2012, ore 15:00 CET 26ª giornata | Udinese             | 0 – 0 referto | Atalanta | Stadio Friuli (18.651 spett.)\| Arbitro: \| Giannoccaro (Lecce) \| |
| Arbitro:                                       | Giannoccaro (Lecce) |               |          |                                                                    |

| Arbitro: | Peruzzo (Schio) |

|          |           |  |
| Jeda 16’ | Marcatori |  |

| Arbitro: | Rocchi (Firenze) |

|                         |           |                 |
| Pinzi 28’ Di Natale 52’ | Marcatori | 81’, 85’ Cavani |

| Arbitro: | Damato (Barletta) |

|             |           |           |
| Miccoli 31’ | Marcatori | 84’ Torje |

| Arbitro: | Tagliavento (Terni) |

|            |           |  |
| Destro 70’ | Marcatori |  |

| Arbitro: | Gava (Conegliano) |

|                                  |           |                  |
| Asamoah 45’, 90+2’ Di Natale 56’ | Marcatori | 84’ A. Lucarelli |

| Arbitro: | Rizzoli (Bologna) |

|                                      |           |               |
| Osvaldo 8’ Totti 86’ Marquinho 90+2’ | Marcatori | 43’ Fernandes |

| Arbitro: | Banti (Livorno) |

|           |           |                               |
| Danilo 6’ | Marcatori | 10’, 28’ Sneijder 37’ Álvarez |

| Verona 21 aprile 2012, ore 18:00 CEST 34ª giornata | Chievo          | 0 – 0 referto | Udinese | Stadio Marcantonio Bentegodi (8.000 spett.)\| Arbitro: \| Peruzzo (Schio) \| |
| Arbitro:                                           | Peruzzo (Schio) |               |         |                                                                              |

| Arbitro: | Bergonzi (Genova) |

|                                |           |  |
| Di Natale 69’ R. Pereyra 90+4’ | Marcatori |  |

| Arbitro: | Damato (Barletta) |

|  |           |             |
|  | Marcatori | 4’ Fabbrini |

| Arbitro: | Tagliavento (Terni) |

|                                |           |  |
| Di Natale 30’ Floro Flores 66’ | Marcatori |  |

| Arbitro: | De Marco (Chiavari) |

|  |           |                            |
|  | Marcatori | 19’ Di Natale 58’ Fabbrini |

### Coppa Italia

#### Fase finale
| Arbitro: | Peruzzo (Schio) |

|               |           |                           |
| Di Natale 84’ | Marcatori | 8’ Sammarco 90+1’ Théréau |

### UEFA Champions League

#### Play-off
| Arbitro: | Blom |

|            |           |  |
| Walcott 4’ | Marcatori |  |

| Arbitro: | Benquerença |

|               |           |                            |
| Di Natale 39’ | Marcatori | 55’ van Persie 69’ Walcott |

### UEFA Europa League

#### Fase a gironi
| Arbitro: | Balaj |

|                          |           |           |
| Di Natale 39’ Armero 83’ | Marcatori | 18’ Hadji |

| Arbitro: | Yildirim |

|              |           |                 |
| Ki 2’ (rig.) | Marcatori | 88’ (rig.) Abdi |

| Arbitro: | Yefet |

|                                |           |  |
| Benatia 88’ Floro Flores 90+4’ | Marcatori |  |

| Arbitro: | Vad |

|                                           |           |  |
| Adrián López 7’, 12’ Diego 37’ Falcao 67’ | Marcatori |  |

| Rennes 30 novembre 2011, ore 19:00 CET Fase a gironi - 5ª giornata | Rennes  | 0 – 0 referto | Udinese | Stade de la Route de Lorient (17.428 spett.)\| Arbitro: \| Karasev \| |
| Arbitro:                                                           | Karasev |               |         |                                                                       |

| Arbitro: | Koukoulakis |

|                 |           |            |
| Di Natale 45+1’ | Marcatori | 29’ Hooper |

#### Fase finale
| Udine 16 febbraio 2012, ore 21:05 CET Sedicesimi di finale - Andata | Udinese  | 0 – 0 referto | PAOK | Stadio Friuli (11.641 spett.)\| Arbitro: \| Mallenco \| |
| Arbitro:                                                            | Mallenco |               |      |                                                         |

| Arbitro: | Hagen |

|  |           |                                               |
|  | Marcatori | 6’ Danilo 15’ Floro Flores 51’ (rig.) Domizzi |

| Arbitro: | Borbalán |

|                             |           |  |
| Martens 63’ Guðmundsson 82’ | Marcatori |  |

| Arbitro: | Mažić |

|                          |           |                |
| Di Natale 3’ (rig.), 15’ | Marcatori | 31’ Falkenburg |

## Statistiche
Statistiche aggiornate al 13 maggio 2012

### Statistiche di squadra
| Competizione     | Punti | In casa | In casa | In casa | In casa | In casa | In casa | In trasferta | In trasferta | In trasferta | In trasferta | In trasferta | In trasferta | Totale | Totale | Totale | Totale | Totale | Totale | DR  |
| Competizione     | Punti | G       | V       | N       | P       | Gf      | Gs      | G            | V            | N            | P            | Gf           | Gs           | G      | V      | N      | P      | Gf     | Gs     | DR  |
| ---------------- | ----- | ------- | ------- | ------- | ------- | ------- | ------- | ------------ | ------------ | ------------ | ------------ | ------------ | ------------ | ------ | ------ | ------ | ------ | ------ | ------ | --- |
| Serie A          | 64    | 19      | 13      | 4       | 2       | 33      | 13      | 19           | 5            | 6            | 8            | 19           | 22           | 38     | 18     | 10     | 10     | 52     | 35     | +17 |
| Coppa Italia     | -     | 1       | 0       | 0       | 1       | 1       | 2       | 0            | 0            | 0            | 0            | 0            | 0            | 1      | 0      | 0      | 1      | 1      | 2      | -1  |
| Champions League | -     | 1       | 0       | 0       | 1       | 1       | 2       | 1            | 0            | 0            | 1            | 0            | 1            | 2      | 0      | 0      | 2      | 1      | 3      | -2  |
| Europa League    | -     | 5       | 3       | 2       | 0       | 7       | 3       | 5            | 1            | 2            | 2            | 4            | 7            | 10     | 4      | 4      | 2      | 11     | 10     | +1  |
| Totale           | -     | 26      | 16      | 6       | 4       | 42      | 20      | 25           | 6            | 8            | 11           | 23           | 30           | 51     | 22     | 14     | 15     | 65     | 50     | +15 |

### Andamento in campionato
| Giornata  | 1  | 2 | 3 | 4 | 5 | 6 | 7 | 8 | 9 | 10 | 11 | 12 | 13 | 14 | 15 | 16 | 17 | 18 | 19 | 20 | 21 | 22 | 23 | 24 | 25 | 26 | 27 | 28 | 29 | 30 | 31 | 32 | 33 | 34 | 35 | 36 | 37 | 38 |
| --------- | -- | - | - | - | - | - | - | - | - | -- | -- | -- | -- | -- | -- | -- | -- | -- | -- | -- | -- | -- | -- | -- | -- | -- | -- | -- | -- | -- | -- | -- | -- | -- | -- | -- | -- | -- |
| Luogo     | C  | T | C | T | T | C | T | C | T | C  | C  | T  | C  | T  | C  | T  | C  | T  | C  | T  | C  | T  | C  | C  | T  | C  | T  | C  | T  | T  | C  | T  | C  | T  | C  | T  | C  | T  |
| Risultato | N  | V | V | N | N | V | N | V | P | V  | V  | P  | V  | V  | V  | N  | V  | P  | V  | P  | V  | P  | P  | N  | V  | N  | P  | N  | N  | P  | V  | P  | P  | N  | V  | V  | V  | V  |
| Posizione | 15 | 6 | 4 | 4 | 4 | 4 | 4 | 1 | 5 | 3  | 2  | 4  | 3  | 3  | 3  | 3  | 3  | 3  | 3  | 3  | 3  | 3  | 4  | 3  | 3  | 4  | 4  | 5  | 5  | 5  | 4  | 4  | 5  | 5  | 4  | 4  | 3  | 3  |

Legenda:

Luogo: C = Casa; T = Trasferta. Risultato: V = Vittoria; N = Pareggio; P = Sconfitta.

### Statistiche dei giocatori
Sono in corsivo i calciatori che hanno lasciato la società a stagione in corso.
| Giocatore       | Serie A  | Serie A | Serie A     | Serie A    | Coppa Italia | Coppa Italia | Coppa Italia | Coppa Italia | Champions League | Champions League | Champions League | Champions League | Europa League | Europa League | Europa League | Europa League | Totale   | Totale | Totale      | Totale     |
| Giocatore       | Presenze | Reti    | Ammonizioni | Espulsioni | Presenze     | Reti         | Ammonizioni  | Espulsioni   | Presenze         | Reti             | Ammonizioni      | Espulsioni       | Presenze      | Reti          | Ammonizioni   | Espulsioni    | Presenze | Reti   | Ammonizioni | Espulsioni |
| --------------- | -------- | ------- | ----------- | ---------- | ------------ | ------------ | ------------ | ------------ | ---------------- | ---------------- | ---------------- | ---------------- | ------------- | ------------- | ------------- | ------------- | -------- | ------ | ----------- | ---------- |
| A. Abdi         | 23       | 0       | 3           | 0          | 1            | 0            | 0            | 0            | 1                | 0                | 0                | 0                | 8             | 1             | 0             | 0             | 33       | 1      | 3           | 0          |
| P. Armero       | 28       | 0       | 7           | 0          | -            | -            | -            | -            | 2                | 0                | 1                | 0                | 9             | 1             | 1             | 0             | 39       | 1      | 9           | 0          |
| K. Asamoah      | 31       | 3       | 3           | 0          | -            | -            | -            | -            | 2                | 0                | 0                | 0                | 7             | 0             | 0             | 0             | 40       | 3      | 3           | 0          |
| E. Badu         | 10       | 0       | 2           | 0          | -            | -            | -            | -            | 2                | 0                | 0                | 0                | 6             | 0             | 2             | 0             | 18       | 0      | 4           | 0          |
| P. Barreto      | 7        | 0       | 1           | 0          | -            | -            | -            | -            | -                | -                | -                | -                | 1             | 0             | 0             | 0             | 8        | 0      | 1           | 0          |
| D. Basta        | 31       | 5       | 2           | 0          | 1            | 0            | 0            | 0            | -                | -                | -                | -                | 7             | 0             | 0             | 0             | 39       | 5      | 2           | 0          |
| C. Battocchio   | 4        | 0       | 0           | 0          | -            | -            | -            | -            | -                | -                | -                | -                | 3             | 0             | 0             | 0             | 7        | 0      | 0           | 0          |
| M. Benatia      | 27       | 1       | 9           | 0          | -            | -            | -            | -            | 2                | 0                | 1                | 0                | 9             | 1             | 1             | 0             | 38       | 2      | 11          | 0          |
| A. Coda         | 7        | 0       | 1           | 0          | -            | -            | -            | -            | -                | -                | -                | -                | -             | -             | -             | -             | 7        | 0      | 1           | 0          |
| Danilo          | 37       | 1       | 6           | 0          | 1            | 0            | 0            | 0            | 2                | 0                | 0                | 0                | 9             | 1             | 3             | 0             | 49       | 2      | 9           | 0          |
| G. Denis        | -        | -       | -           | -          | -            | -            | -            | -            | 1                | 0                | 0                | 0                | -             | -             | -             | -             | 1        | 0      | 0           | 0          |
| A. Di Natale    | 36       | 23      | 2           | 0          | 1            | 1            | 0            | 0            | 2                | 1                | 0                | 0                | 4             | 4             | 0             | 0             | 43       | 29     | 2           | 0          |
| M. Domizzi      | 31       | 1       | 7           | 0          | -            | -            | -            | -            | -                | -                | -                | -                | 7             | 1             | 2             | 0             | 38       | 2      | 9           | 0          |
| T. Doubaï       | 1        | 0       | 0           | 0          | -            | -            | -            | -            | -                | -                | -                | -                | 6             | 0             | 1             | 0             | 7        | 0      | 1           | 0          |
| J. Ekstrand     | 11       | 0       | 4           | 0          | 1            | 0            | 1            | 0            | 2                | 0                | 1                | 0                | 5             | 0             | 1             | 0             | 19       | 0      | 7           | 0          |
| D. Fabbrini     | 14       | 2       | 5           | 1          | 1            | 0            | 0            | 0            | 1                | 0                | 1                | 0                | 8             | 0             | 3             | 0             | 24       | 2      | 9           | 1          |
| J. Fanchone     | -        | -       | -           | -          | -            | -            | -            | -            | -                | -                | -                | -                | -             | -             | -             | -             | -        | -      | -           | -          |
| G. Fernandes    | 16       | 1       | 4           | 0          | 1            | 0            | 0            | 0            | -                | -                | -                | -                | -             | -             | -             | -             | 17       | 1      | 4           | 0          |
| D. Ferronetti   | 15       | 1       | 3           | 1          | 1            | 0            | 0            | 0            | -                | -                | -                | -                | 3             | 0             | 0             | 0             | 19       | 1      | 3           | 1          |
| A. Floro Flores | 26       | 4       | 4           | 0          | 1            | 0            | 0            | 0            | -                | -                | -                | -                | 7             | 2             | 0             | 0             | 34       | 6      | 4           | 0          |
| S. Handanovič   | 38       | -35     | 3           | 0          | 1            | -2           | 0            | 0            | 2                | -3               | 0                | 0                | 10            | -10           | 0             | 0             | 51       | -50    | 3           | 0          |
| M. Isla         | 21       | 3       | 2           | 0          | -            | -            | -            | -            | 2                | 0                | 1                | 0                | 5             | 0             | 0             | 0             | 28       | 3      | 3           | 0          |
| Neuton          | 4        | 0       | 0           | 0          | -            | -            | -            | -            | 2                | 0                | 1                | 0                | 3             | 0             | 0             | 0             | 9        | 0      | 1           | 0          |
| D. Padelli      | -        | -       | -           | -          | -            | -            | -            | -            | -                | -                | -                | -                | -             | -             | -             | -             | -        | -      | -           | -          |
| G. Pasquale     | 21       | 0       | 0           | 0          | 1            | 0            | 0            | 0            | 2                | 0                | 0                | 0                | 4             | 0             | 1             | 0             | 28       | 0      | 1           | 0          |
| M. Pazienza     | 15       | 1       | 3           | 0          | -            | -            | -            | -            | -                | -                | -                | -                | 4             | 0             | 2             | 0             | 19       | 1      | 5           | 0          |
| R. Pereyra      | 11       | 1       | 3           | 0          | 1            | 0            | 0            | 0            | -                | -                | -                | -                | 3             | 0             | 0             | 0             | 15       | 1      | 3           | 0          |
| G. Pinzi        | 28       | 2       | 12          | 1          | -            | -            | -            | -            | 2                | 0                | 1                | 0                | 6             | 0             | 1             | 0             | 36       | 2      | 14          | 1          |
| A. Sissoko      | -        | -       | -           | -          | 1            | 0            | 0            | 0            | -                | -                | -                | -                | -             | -             | -             | -             | 1        | 0      | 0           | 0          |
| G. Torje        | 21       | 2       | 1           | 0          | 1            | 0            | 0            | 0            | -                | -                | -                | -                | -             | -             | -             | -             | 22       | 2      | 1           | 0          |
| M. Vydra        | -        | -       | -           | -          | -            | -            | -            | -            | -                | -                | -                | -                | -             | -             | -             | -             | -        | -      | -           | -          |